# Be the one (BoAの曲)
「Be the one」（ビー・ザ・ワン）は、BoAの13枚目のシングル。

## 解説
- 日本における3rdアルバム『LOVE & HONESTY』からのシングルカット。
- コーエーから発売されたゲームソフト『戦国無双』の主題歌として使用された。

## 収録曲
1. Be the one
  - 作詞・作曲：Stephen A.Kipner・David Frank・Nate Butler／日本語詞：Kenn Kato／編曲：平田祥一郎
  - ゲームソフト『戦国無双』主題歌
2. Be the one（K-Muto Groovediggerz Remix）
3. Be the one（Instrumental）